# Geschäftszentrale der Dresdner Bank (Berlin)

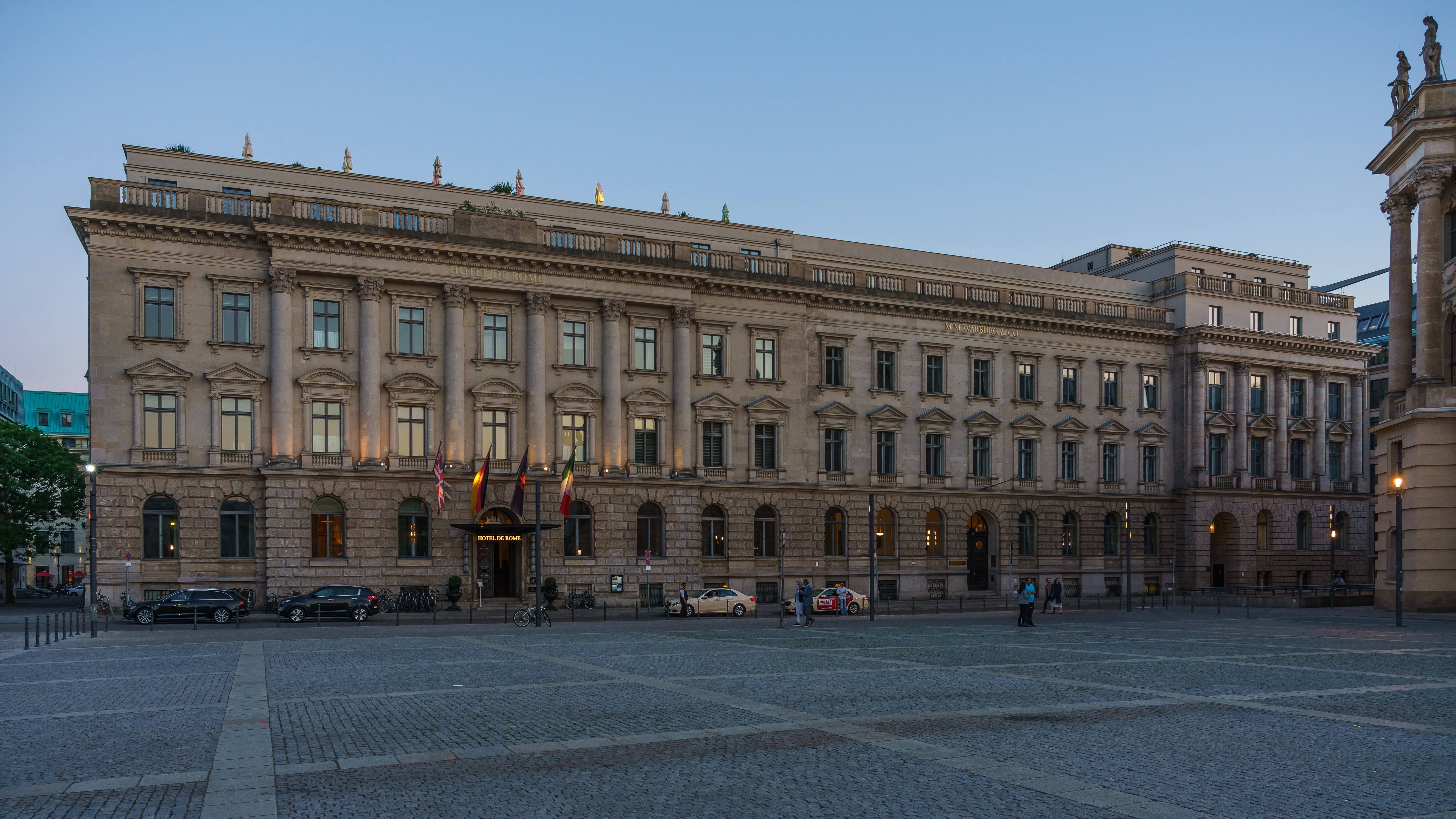
Die ehemalige Geschäftszentrale der Dresdner Bank am Berliner Bebelplatz, heute unter anderem Sitz des Rocco Forte Hotel de Rome

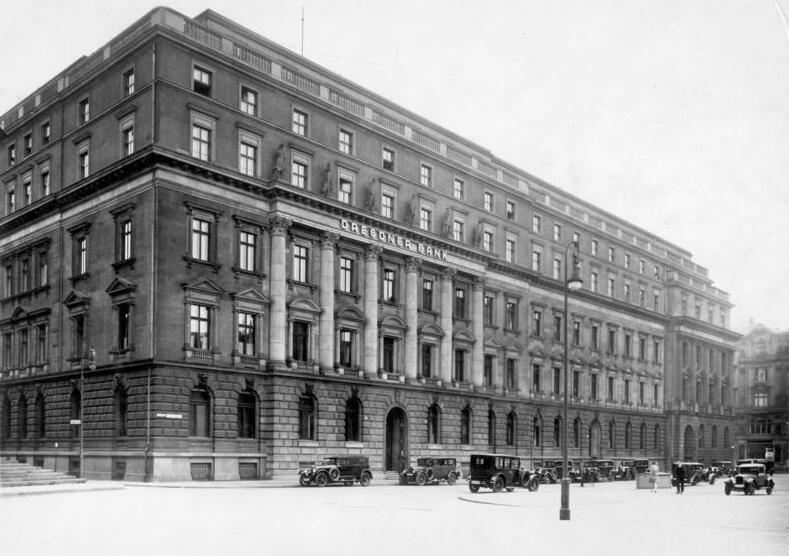
Das Gebäude im Jahr 1926 nach einer Aufstockung, die 1952 wieder zurückgebaut wurde

Die ehemalige Geschäftszentrale der Dresdner Bank, auch als ehemalige Hauptbank der Dresdner Bank bezeichnet, ist ein denkmalgeschütztes Gebäude im Berliner Ortsteil Mitte des gleichnamigen Bezirks und war zwischen 1889 und 1945 Sitz der Direktion der Dresdner Bank. Es nimmt einen Großteil des rund 7000 m² umfassenden Karrees zwischen Behrenstraße, Hedwigskirchgasse, Französischer Straße und Markgrafenstraße ein. Die Hauptfassade an der Behrenstraße bildet den südlichen Abschluss des Bebelplatzes (ehemals: Opernplatz).
Der Kernbau des Gebäudes entstand 1887–1889 nach Entwürfen des Architekten Ludwig Heim als Bank- und Verwaltungsgebäude im Stil der italienischen Renaissance. Es handelte sich um ein typisches Beispiel eines Berliner „Bankpalastes“ im aufblühenden Bankenviertel der Reichshauptstadt. Das Gebäude wurde im Zuge des Aufstiegs der Dresdner Bank zur zweitgrößten deutschen Universalbank bis 1913 mehrfach erweitert. Bei den An- und Umbauten kam es zu einer begrenzten Angleichung der Fassaden.
Zwischen 1923 und 1925 erfolgte unter Leitung des Architekten Ludwig Hoffmann eine umstrittene Aufstockung des Gebäudes. Sie wurde 1952 bei der Beseitigung von Kriegsschäden von Richard Paulick weitgehend zurückgenommen. In der Nachkriegszeit diente der Bau zunächst als Sitz der Bezirksleitung der SED, anschließend wurde er bis 1990 von der Staatsbank der DDR genutzt.
Von 2003 bis 2006 wurde das Gebäude zu einem Büro- und Hotelgebäude umgebaut, in dem sich unter anderem das vornehme Hotel de Rome angesiedelt hat.

## Der Kernbau von Ludwig Heim

### Blüte des Berliner Bankenviertels
Infolge einer Aufhebung von Beschränkungen für die Tätigkeit von Aktienbanken auf dem Gebiet des Norddeutschen Bundes und der Gründung des Deutschen Kaiserreichs in den Jahren 1870 und 1871 ließen sich bis Ende 1872 erstmals eine Reihe bedeutender Aktienbanken in Berlin nieder. Auch kam es in diesem Zeitraum zu vielen Neugründungen von Bankinstituten, vor allem von Bodenkreditanstalten, die den Bauboom der Gründerjahre mitfinanzierten. Nach der Überwindung der Gründerkrise überflügelte Berlin schon in den 1880er-Jahren traditionelle deutsche Bankenplätze wie Hamburg, Frankfurt am Main, München und Leipzig. Die Banken siedelten sich größtenteils zwischen Französischer Straße und Unter den Linden an – nicht zuletzt wegen der Nähe zur Reichsbank in der Jägerstraße. In der neuen Reichshauptstadt entstand so im Lauf von zwei Jahrzehnten ein eigenes Bankenviertel.
Das Bedürfnis nach Repräsentation und die Anforderungen moderner Geschäftsabläufe legten die Errichtung neuer, gleichermaßen stattlicher wie funktionaler Bauten nahe. Die konkurrierenden Unternehmen suchten sich durch Größe und Gestaltung ihrer Prachtgebäude gegenseitig zu übertrumpfen, was dazu beitrug, dass diese später häufig erweitert wurden. In der Regel wurden renommierte Architekten mit der Planung und Bauausführung beauftragt. Häufig griffen diese auf den Baustil von Stadtpalästen der italienischen Renaissance zurück. So entstand der Berliner Typus des „Bankpalastes“ als Sonderform des modernen Geschäftsbaus.

Filiale der Dresdner Bank an der Französischen Straße, 1881

Auch die 1872 als Aktiengesellschaft gegründete Dresdner Bank, die ihre Geschäfte ursprünglich auf die Region um den Stammsitz Dresden konzentriert hatte, eröffnete 1881 eine Berliner Filiale – zunächst provisorisch im Hotel Bellevue in der Mohrenstraße, dann im umgebauten Gebäude Französische Straße 35. Die Bank hatte das Haus für 318.000 Mark von den Erben des im Jahr zuvor verstorbenen Paul Mendelssohn Bartholdy gekauft. Der Schritt in die Reichshauptstadt markierte eine – durchaus umstrittene – Wende in der Unternehmenspolitik: Die Dresdner Bank sollte ein überregional operierendes Kreditinstitut werden. Das Berliner Geschäft des Bankhauses expandierte schnell, sodass schon im Geschäftsjahr 1882/1883 der Umsatz der Zentrale in Dresden übertroffen wurde. 1884 siedelte der Bankvorstand nach Berlin über; juristischer Sitz des Unternehmens blieb aber bis 1950 Dresden. Die Räumlichkeiten an der Französischen Straße erwiesen sich nun als unzulänglich und reichten auch nach einer Erweiterung an der Hedwigskirchgasse nicht aus.

### Baubeschluss und architektonische Vorgaben

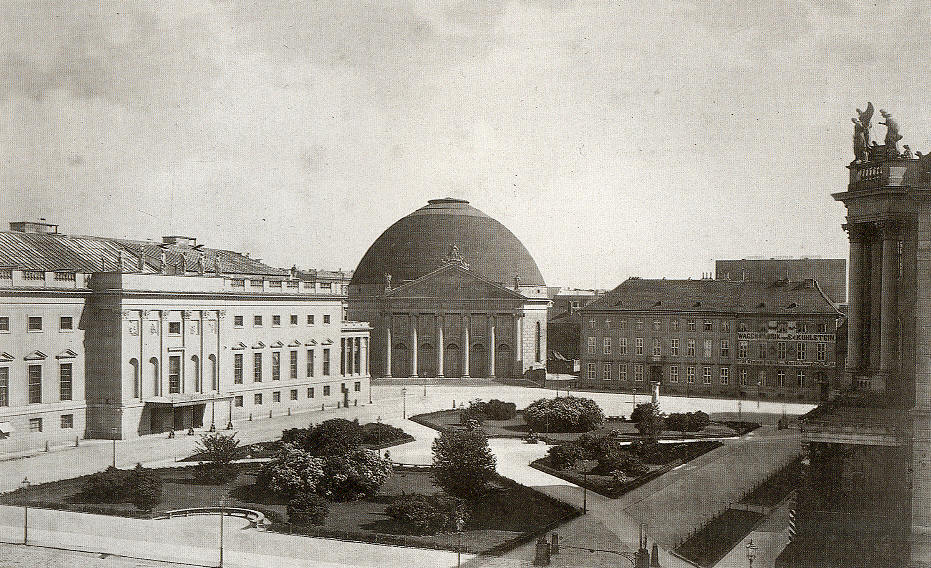
Der Opernplatz im Jahr 1875; die rechts der Hedwigskirche stehenden Stadthäuser mussten dem Neubau der Bank weichen

Die Dresdner Bank erwarb 1886 aus dem Besitz eines bankrotten Privatbankiers das dem bisherigen Standort benachbarte Eckgebäude Behrenstraße 39. Sie fasste nun den Bau einer neuen Geschäftszentrale am damaligen Platz am Opernhaus (heute Bebelplatz) ins Auge. Beim Abriss des barocken Stadthauses stellte man fest, dass das anliegende Gebäude Behrenstraße 38 keinen eigenen Giebel besaß und von Einsturz bedroht war. Nach gerichtlicher Klärung der Angelegenheit übernahm die Dresdner Bank 1887 auch dieses Grundstück und konnte in den folgenden beiden Jahren auf der nun 1175 m² messenden Baufläche einen großzügigen Neubau errichten lassen. Die Kosten für den Bau des Gebäudes sowie für Einrichtung und Tresoranlage beliefen sich schließlich auf 1.200.000 Mark.
Die deutliche Vergrößerung der Baufläche zwang Architekt Ludwig Heim, seine Pläne zu einem Zeitpunkt zu überarbeiten, da die Bauarbeiten bereits begonnen hatten. Außerdem war er bei seinem Entwurf einer Reihe von Beschränkungen unterworfen. So musste Heim Auflagen einer neu erlassenen Berliner Bauordnung berücksichtigen, die die Höhe des Neubaus am Opernplatz auf drei Stockwerke sowie ein Unter- und ein Dachgeschoss begrenzten. Außerdem wünschte der Bauherr, einen kleinen Teil der Erweiterung an der Hedwigskirchgasse in den Neubau integriert zu sehen. Trotz der noch immer limitierten Baufläche sollten alle Geschäfts- und Verwaltungsbereiche des Bankhauses sowie rund 300 Mitarbeiter in dem Gebäude Platz finden. Die neue Geschäftszentrale der Dresdner Bank sollte repräsentativ wirken, ohne den Opernplatz zu beherrschen.

### Gesamtanlage und äußeres Erscheinungsbild

Das Äußere des Kernbaus von Ludwig Heim

Heim schuf eine moderne Zentralanlage mit zwei Höfen, die an die benachbarten Häuser an Französischer Straße und Behrenstraße angrenzten. Der westliche Hof konnte über eine Durchfahrt in einem zurückgesetzten, rechten Gebäudeteil an der Behrenstraße erreicht werden. Das Gebäude war Innen und Außen im Stil der italienischen Renaissance gehalten und hob sich damit deutlich von der städtebaulichen Umgebung des barocken Forum Fridericianum ab. Um diesen Kontrast abzumildern, versah Heim die Fassaden mit üppigem Schmuck, betonte dadurch aber noch die repräsentativen Absichten des Bauherrn. Mit dem Bankgebäude wurde erstmals ein deutlicher architektonischer Akzent an der Südseite des Opernplatzes gesetzt, was jedoch die Wirkung der benachbarten Hedwigskirche negativ beeinträchtigte.
Das Sockelgeschoss des Bankgebäudes war mit bayerischem Granit verkleidet, die restlichen Außenmauern bestanden aus sächsischem Sandstein. Aus der neunachsigen Hauptfassade an der Behrenstraße trat ein dreiachsiger Mittelrisalit hervor, der im ersten und zweiten Stock von Pilastern begrenzt und durch zwei Halbsäulen gegliedert war. Sie besaßen jeweils korinthische Kapitelle. Im ersten Stockwerk wiesen die drei Fenster im Risalit eine Segmentgiebelverdachung auf, die restlichen Fenster eine Dreiecksgiebelverdachung. Alle Fenster des ersten Stockwerks besaßen eine Balustrade und ionische Säulen. Mit Atlanten geschmückte Pfeiler beidseitig des Portals trugen einen schmalen Balkon vor dem mittleren Fenster des ersten Stockwerks. Auf dem Hauptgesims saß eine Attikabalustrade auf, die das Dachgeschoss verdeckte.
Auffällig war ein unterhalb des Hauptgesimses gelegener, 90 cm hoher, figürlicher Fries, den der Bildhauer Nikolaus Geiger gestaltet hatte. Er war dem Thema Arbeit gewidmet, wobei an der Hauptfassade materielle Arbeit, an der Seitenfassade zur Hedwigskirchgasse geistige Arbeit allegorisiert wurde. Der fortlaufende Fries wurde am Risalit vom Schriftzug „Dresdner Bank“ unterbrochen. Ihn flankierten Sinnbilder des Strebens nach Erfolg (links) und des Erzielens von Erfolg (rechts). Eine ebenfalls von Geiger stammende Figurengruppe über der Attika gestaltete das „Gerechte Walten des Schicksals“. Die in der Mitte thronende Verkörperung des Schicksals hielt den Knoten des menschlichen Geschicks in der Hand. Rechts von ihr stieß ein Dämon einen Müßiggänger in den Abgrund, während links ein Schaffensfreudiger mit Kind den Lorbeer als gerechten Lohn für sein Bemühen erhielt.

### Das Gebäudeinnere

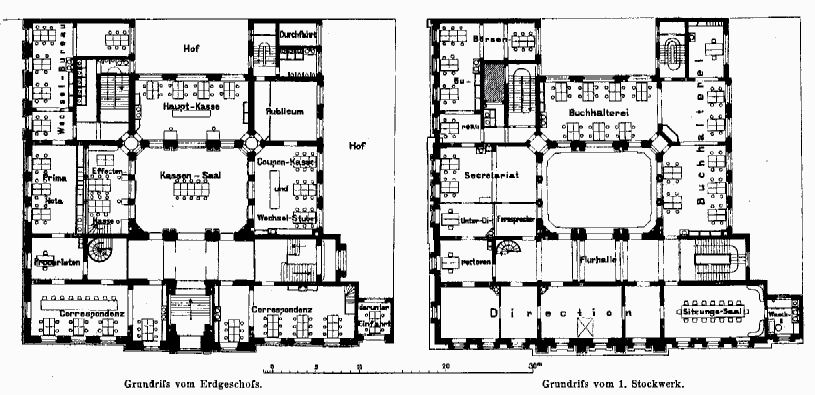
Grundriss des Gebäudes; links das Erdgeschoss, rechts das erste Stockwerk

In der Mitte des Gebäudes befand sich im Erdgeschoss die mit Oberlicht versehene Schalterhalle (oder Kassensaal) für die Bankkunden. Sie reichte bis zum ersten Stockwerk, wo sie zu Galerien hin geöffnet war. Bis zu 1,5 m Höhe war die Halle mit poliertem Granit, darüber mit Marmor und Stuckmarmor verkleidet. Um die Schalterhalle herum gruppierten sich die Hauptkasse (gegenüber der Vorhalle), in der die Geldschränke für die Tageskasse standen, die Effektenkasse (östlich als fensterloser Innenraum) und die Kuponkasse mit der Kasse der Wechselstube (westlich). Seitlich der Vorhalle befand sich links und rechts die sogenannte „Correspondenz“ des Bankhauses. An der östlichen Gebäudeseite lagen außerdem ein Büro für die Prokuristen als Leiter der „Correspondenz“ sowie links der Effektenkasse die Primanota des Bankhauses mit dem südlich anschließenden Wechselbüro.
Die westlich der Eingangshalle gelegene Haupttreppe führte in die breite, zur Schalterhalle hin geöffnete Flurhalle des ersten Stockwerks, die als Wartesaal sowie als Aufenthaltsraum für Bankdiener fungierte. An die Flurhalle grenzten, auf den Opernplatz ausgerichtet, die Räume der Bankdirektion und der Sitzungssaal des Aufsichtsrats an. Auf der östlichen Gebäudeseite lagen die Büros der Unterdirektoren, das Sekretariat, der öffentliche Fernsprechraum und das Börsenbüro, in dem die für den Börsenhandel zuständigen Bankmitarbeiter residierten. Zu diesen hatten Börsenmakler über eine an das Wechselbüro des Erdgeschosses angrenzende Seitentreppe direkten Zugang. Eine zusätzliche Wendeltreppe stellte die Verbindung zwischen den Büros der Prokuristen und der Unterdirektoren her. Die westlichen und südlichen Bereiche des ersten Stockwerks nahmen die Räume der Buchhaltung ein.
Im zweiten Stockwerk lagen mehrere Dienstwohnungen für höhere wie niedere Bankmitarbeiter. Hier wohnten anfänglich unter anderem der Aufsichtsratsvorsitzende Eugen Gutmann und der Chefprokurist Felix Jüdell. Zugang zu den Dienstwohnungen gewährten eine Seitentreppe im hinteren Gebäudebereich sowie die Haupttreppe, die über einen Seiteneingang auch vom westlichen Hof her erreicht werden konnte. Im Dachgeschoss wurde zur Opernplatzseite hin ein großer Archivsaal mit Oberlicht eingerichtet.

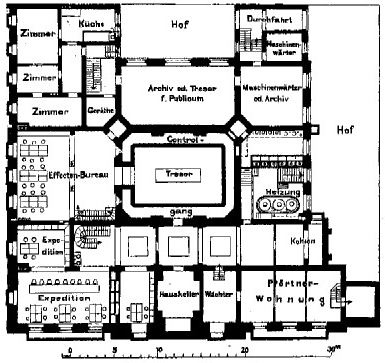
Grundriss des Untergeschosses

Eine Treppe in der nur über die Schalterhalle zugänglichen Effektenkasse führte vom Erdgeschoss ins hohe Untergeschoss des Gebäudes. Dort befand sich, unter dem Kassensaal, der Tresorraum, der von einem mit zweifach verstärkten Türen gesicherten „Kontrollgang“ umlaufen wurde. Der aus Stahlplatten bestehende, kastenförmige Tresor nahm 65 Quadratmeter Bodenfläche ein und war von Doppelmauern umgeben. Um für eine bessere Durchlüftung zu sorgen, war der Raum während der Geschäftszeiten nur durch ein Gitter gesichert. Das östlich des Tresorraums gelegene Effektenbüro konnte ebenfalls nur über die Treppe zur Effektenkasse erreicht werden. Im Untergeschoss lagen außerdem die Versandabteilung („Expedition“) des Bankhauses, eine Pförtnerwohnung, ein Wächterzimmer, der Heizungsraum mit Heizerzimmer, ein Raum für die Kassenboten sowie Versorgungsräume, darunter eine Küche.
Die allgemeinen Waschräume und Toiletten des Gebäudes verteilten sich über das Unter- und das Erdgeschoss sowie über das erste Stockwerk und ein Zwischengeschoss über dem Erdgeschoss. Alle Bürotrakte erhielten überdies eigene Toiletten und Waschräume sowie jeweils eingebaute Garderobenschränke. Im Gebäude wurden mehrere Briefaufzüge installiert, um beispielsweise den Papierverkehr zwischen Effektenkasse im Erdgeschoss und Effektenbüro im Untergeschoss zu erleichtern. Die Räume waren durchgehend mit elektrischem Licht versehen. Alle Büros erhielten außerdem Fernsprecher zur hausinternen Kommunikation. Eine Niederdruckdampfheizung erwärmte das Gebäude. Sie war mit einer Belüftungsanlage verbunden, die eine Zirkulation von Frischluft in den Büros gewährleistete.

## Erweiterungen und erste Umbauten

### Wachsen von Bank und Gebäude
Durch Übernahme anderer Banken und Ausweitung der Geschäftszweige stieg die Dresdner Bank bis zum Ersten Weltkrieg von einer sächsischen Provinzialbank zu einer international bedeutenden Universalbank auf, der zweitgrößten im Reich nach der Deutschen Bank. Die Berliner Geschäftszentrale musste im Zuge dieser Entwicklung mehrfach erweitert, umgebaut und im Inneren modernisiert werden, so 1905 durch den Einbau von Fahrstühlen. Der Komplex umfasste ab 1913 das gesamte Karree zwischen Behrenstraße, Hedwigskirchgasse, Französischer Straße und Markgrafenstraße – mit Ausnahme des Hauses Behrenstraße 36, das in Familienbesitz blieb. Ältere und neu hinzugekommene Bauteile passte man schrittweise äußerlich dem Kernbau von Heim an, ohne jedoch ein vollkommen einheitliches Erscheinungsbild herzustellen.
Im Jahr 1898 erwarb das Bankhaus das Gebäude Behrenstraße 37, in dem zuvor jahrzehntelang ein Baumwollgeschäft residiert hatte. Das Haus wie auch der rechte Gebäudeteil mit Durchfahrt am Kernbau wurden abgerissen und im folgenden Jahr durch einen vierachsigen Neubau ersetzt, der äußerlich dem Heim-Bau angeglichen wurde. Die Attika zeigte sich hier allerdings geschlossen. Auf eine Verlängerung des figürlichen Frieses am Hauptgebäude wurde verzichtet.

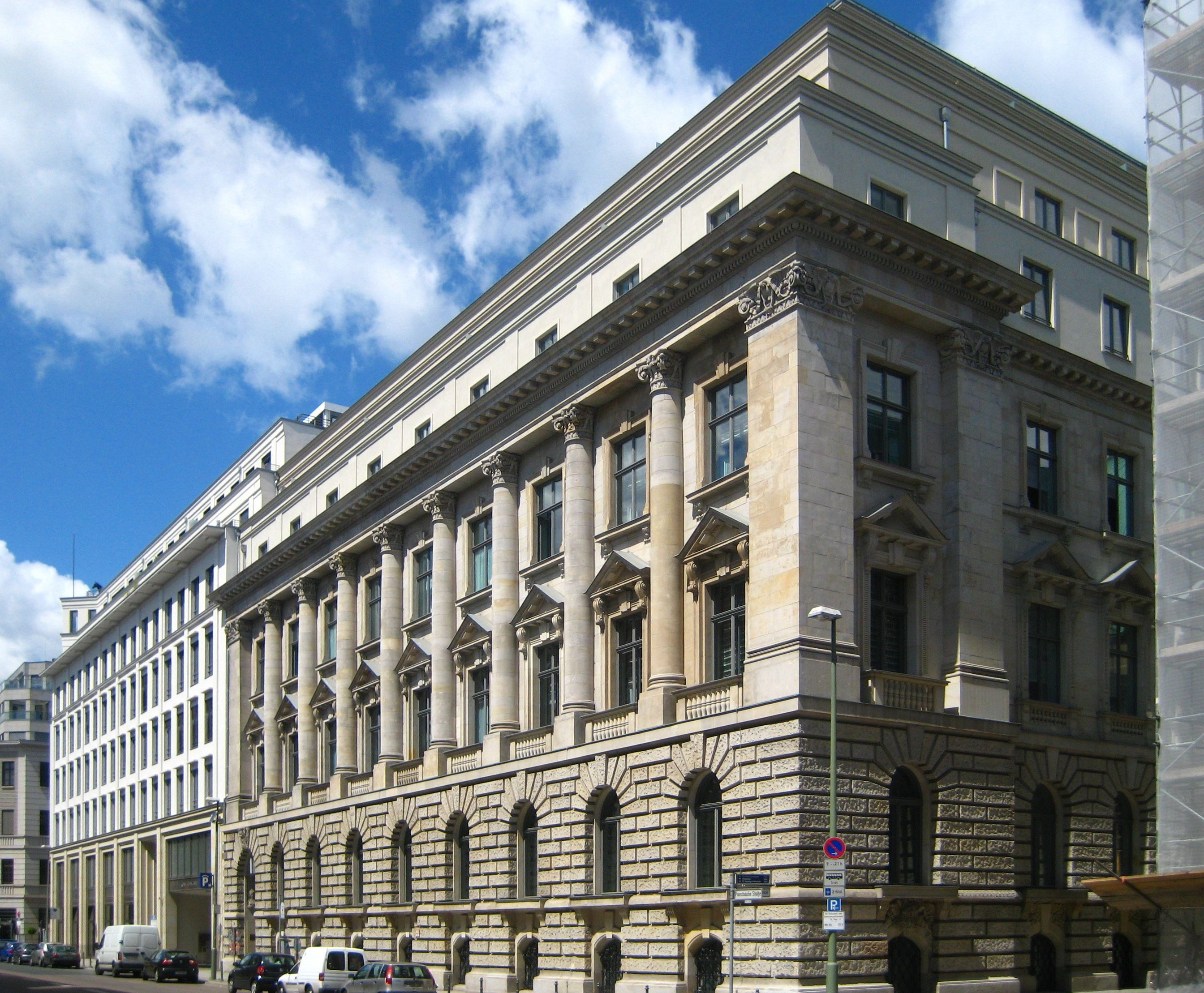
Die erhaltenen neun Achsen der Fassade an der Französischen Straße

Eine zweite Veränderung der Fassade an der Behrenstraße fand 1910 im Zuge einer umfangreichen Erweiterung des Gebäudes statt. Bei dieser Fassadengestaltung wurde auch das Haus Behrenstraße 36 mit einbezogen, das ab 1911 zwar teilweise von der Dresdner Bank genutzt wurde, aber bis nach dem Zweiten Weltkrieg im Besitz einer Familie Engeler blieb. (Ein Kaufangebot der Dresdner Bank führte 1921 zu keiner Einigung.) Es entstand das leicht zurückgesetzte, achtachsige Verbindungsglied an der Behrenstraße 36–37 in der heutigen Fassung. Die Attika glich man dem Kernbau an. Das Portal in der vierten Achse von links diente nun als Direktionseingang.
In der Französischen Straße 35–39 wurde ein Trakt mit 20 Achsen errichtet, dessen monumentale Wirkung durch korinthische Kolossalsäulen in den oberen beiden Stockwerken, kräftige Eckpilaster und ein mächtiges Gebälk erzielt wurde. Ein Verbindungsteil an der Markgrafenstraße 42 war analog gestaltet, während die Zwischenglieder an der Hedwigskirchgasse mehr dem Kernbau an der Behrenstraße glichen.

### Erweiterung um die Pommersche Hypotheken-Aktienbank

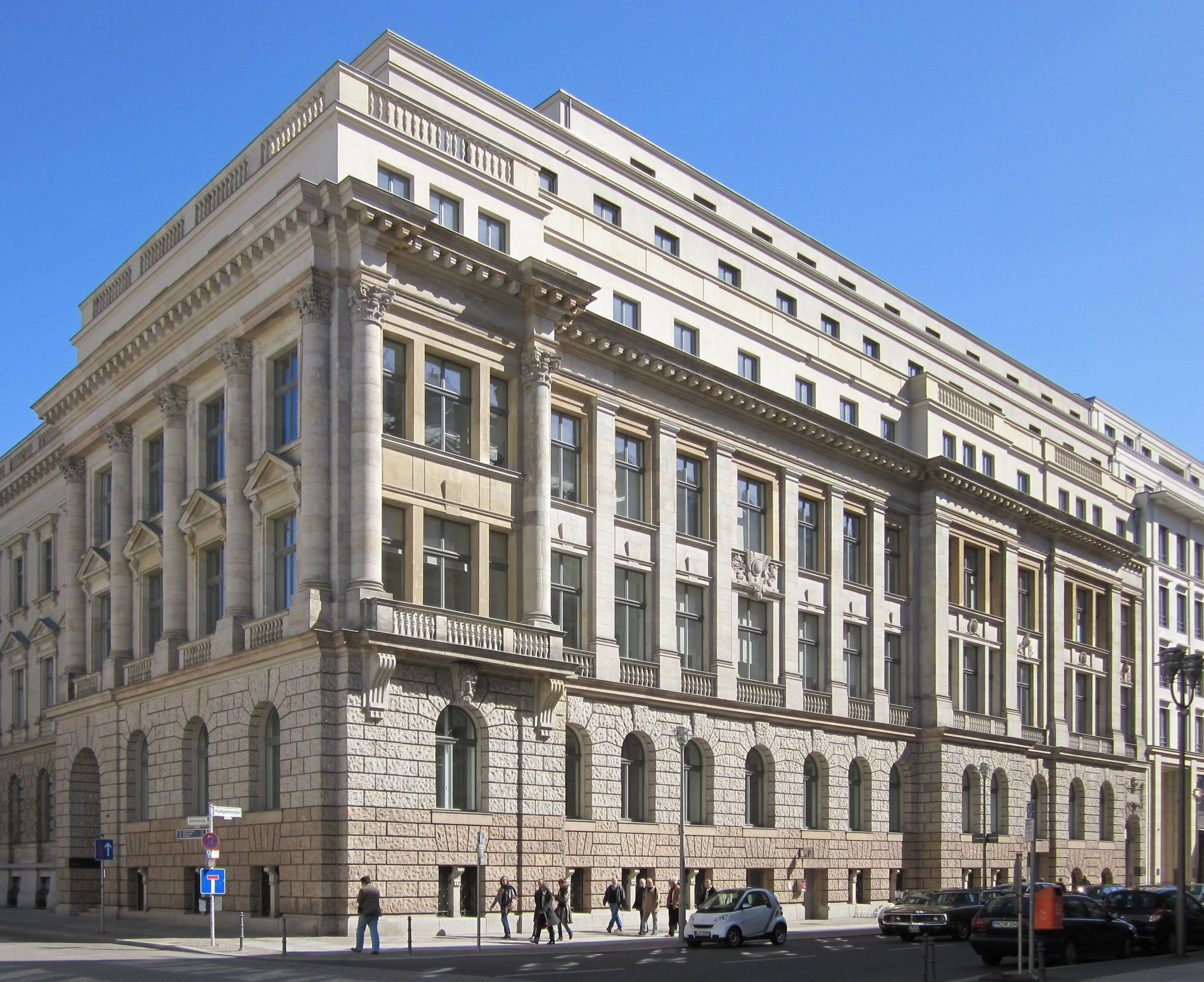
Die ehemalige Pommersche Hypotheken-Aktienbank an der Ecke Behrenstraße und Markgrafenstraße (rechts)

Die Dresdner Bank übernahm 1913 auch das Eckgebäude Behrenstraße 35 und Markgrafenstraße 43–44. Das Architektenbüro Wittling & Güldner hatte es 1895/1896 mit Baukosten von 3,5 Millionen Mark für die Pommersche Hypotheken-Aktienbank und die Immobilien-Verkehrsbank entworfen. Auf eine bauliche Anpassung an die Geschäftszentrale konnte bei dem neuen Trakt verzichtet werden, denn das Äußere des Gebäudes war schon bei seiner Errichtung – in der Behrenstraße stärker als in der Markgrafenstraße – dem Heim-Bau angelehnt worden.
In den beiden Obergeschossen zeigte das Bauwerk eine durchgehende Gliederung durch Pfeiler und Säulen, auf denen ein kräftiges Gebälk aufsaß. Die Straßenfassaden über einem Granitsockel bestanden aus weißem, schlesischem Sandstein, während zwei Innenhoffassaden mit weißem Porzellanstein verkleidet waren. Der Gebäudeteil der Pommerschen Hypotheken-Aktienbank zeigte sich an der Behrenstraße vierachsig mit 30 m Länge; an der Markgrafenstraße war er doppelt so lang. Der Gebäudeteil der Immobilien-Verkehrsbank an der Markgrafenstraße 43 wies eine Fassadenlänge von 23 m auf. Ein Eckrisalit an der Markgrafenstraße besaß einen breiten Balkon vor dem Sitzungssaal des Vorstands der Pommerschen Hypotheken-Aktienbank. Noch stärker als beim Gebäude der Dresdner Bank war die von Wilhelm Haupt gestaltete, wuchtige Fassade hier von Ornamenten geprägt, zu denen Wappenbilder und figürliche Akrotere zählten. Das Gebäude besaß jeweils ein seitliches Portal an Behrenstraße und Markgrafenstraße für die beiden Banken.
Wegen des geringen Publikumsverkehrs bei Hypothekenbanken war im Erdgeschoss der Pommerschen Hypotheken-Aktienbank nur eine relativ kleine, jedoch reich mit Marmor ausgeschmückte Schalterhalle eingerichtet worden. In ihr hatte man – abgesehen von den Tresen – auf die üblichen Trennelemente zwischen Bankbeamten und Kunden wie Glasscheiben verzichtet. Eine Seltenheit im Berliner Bankwesen stellten auch die für die Bankkunden sichtbaren Effekten- und Pfandbrieftresore dar, deren Stahltüren kunstvoll verziert waren. In den Obergeschossen lagen moderne, durch hohe Fenster beidseitig belichtete Großraumbüros, in denen die jeweiligen Abteilungen der Bank zusammengeführt waren. Einzelbüros standen nur den Direktoren zu.
Die Kassettendecke des Treppenhauses trug im mittleren Feld ein farbenprächtiges, allegorisches Gemälde des österreichischen Malers Franz Theodor Würbel. Es zeigte eine wolkenthronende Verkörperung der Bank, umgeben von Figuren, die für das Glück von Handel, Industrie und Landwirtschaft standen. Den Sitzungssaal des Bankvorstandes bestimmten dunkle Edelhölzer, so an der stark vertieften Kassettendecke und an der Wandverkleidung wie auch an mit kunstvollen Schnitzereien versehenen Flügeltüren und Sesseln. An der Hauptwand befand sich ein Prachtkamin aus hellem Paonazzo-Marmor mit bronzenen Schmuckelementen.

### Umbau durch Ludwig Hoffmann
Als Folge des Ersten Weltkrieges beschleunigte sich die Konzentration auf dem deutschen Kapitalmarkt. Im Jahr 1918 befanden sich 87 Prozent des deutschen Bankkapitals im Eigentum von acht Berliner Großbanken. Der Anstieg des Geschäftsvolumens erforderte eine nochmalige Vergrößerung der Arbeitsflächen, die aufgrund des Mangels an Baugrundstücken kaum noch über herkömmliche Anbauten erreicht werden konnte. Als Ausweg bot sich die Aufstockung existierender Gebäude an, was jedoch häufig zu städtebaulich problematischen Ergebnissen führte – insbesondere in der Nachbarschaft historischer Bausubstanz.
Heftig kritisiert wurde in diesem Zusammenhang die Aufstockung des Gebäudes der Dresdner Bank, die nach Plänen von Stadtbaurat Ludwig Hoffmann zwischen 1923 und 1925 ausgeführt wurde. Hoffmann fügte dem gesamten Komplex über dem Hauptgesims zwei Vollgeschosse und ein Halbgeschoss hinzu. Die Attikabalustrade an der Behrenstraße hob er um zwei Stockwerke an und platzierte sie vor das Halbgeschoss.

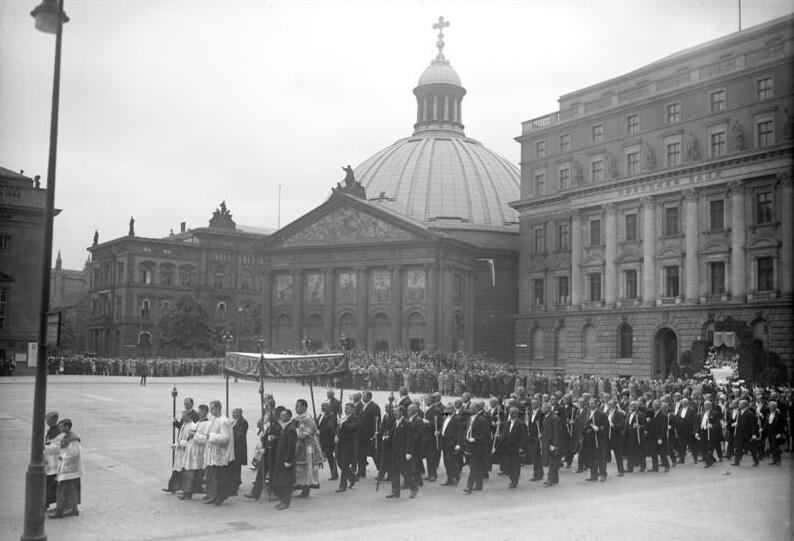
Dieses Foto von 1929 zeigt das aufgestockte Gebäude neben der bedrängt wirkenden Hedwigskirche

Die Geschäftszentrale der Dresdner Bank überragte jetzt alle anderen Gebäude am ehemaligen Opernplatz – nunmehr Kaiser-Franz-Joseph-Platz – deutlich. Die Hedwigskirche, deren Wirkung bereits ein Schnürbodenaufbau der benachbarten Staatsoper aus dem Jahr 1912 stark beeinträchtigte, wurde durch die „aufgeblähte Bank“ nun „geradezu erschlagen“. Noch während des Umbaus prangerte der Architekturkritiker Werner Hegemann 1924 die Aufstockung an, nahm den verantwortlichen Architekten aber in Schutz. Hoffmanns Aufgabe sei „falsch gestellt und darum unlösbar“ gewesen. Im Buch Das steinerne Berlin wiederholte Hegemann 1930 seine Klage über die „unverzeihliche Aufstockung der Dresdner Bank“.
Im Zuge des Umbaus wurde die Fassade an der Behrenstraße abermals neu gestaltet und stärker vereinheitlicht. Die Atlanten am Portal und der aufsitzende Balkon verschwanden. Den Fries und die Figurengruppe von Geiger entfernte man; der Mittelrisalit wurde beidseitig um eine Achse auf insgesamt fünf Achsen erweitert. Ähnlich wie an der Französischen Straße erfolgte die vertikale Gliederung der oberen Geschosse am Risalit nun einheitlich durch mächtige korinthische Säulen. Gemäß Heims ursprünglichem Entwurf erhielten alle Risalitfenster des ersten Stockwerks Segmentgiebelverdachungen. Auch am Gebäudeteil der ehemaligen Pommerschen Hypotheken-Aktienbank entfernte Hoffmann einen Teil des Bauschmucks sowie einen Balkon über dem Portal an der Behrenstraße.

### Nutzung der Gebäudeteile
Die ursprünglich im Kernbau konzentrierten Kassen, Büros und Versorgungseinrichtungen wurden im Zuge der Erweiterungen über den gesamten Komplex verteilt. Auch assoziierte und Tochter-Unternehmen fanden in einzelnen Gebäudeteilen Unterkunft.
An der Behrenstraße 35 saßen im ehemaligen Gebäude der Pommerschen Hypotheken-Aktienbank die Kuponkasse und das Personalbüro der Dresdner Bank. Im Gebäudetrakt an der Markgrafenstraße 43–44 waren die Materialienverwaltung und die Sortenkasse untergebracht. Außerdem verteilte sich die Buchhaltung über das Eckgebäude. Im Privathaus Behrenstraße 36 residierte unter anderem die Deutsch-Westafrikanische Bank, eine Kolonialbank, die 1904 von einem Konsortium unter Leitung der Dresdner Bank gegründet worden war. In der Behrenstraße 37 waren der Deutsch-Österreichische Kohlenbergbauverein, die Gesellschaft für elektrische Schreibmaschinen, die Betriebsabteilung sowie die Haus- und Lagerverwaltung untergebracht. Die beiden benachbarten Gebäudeteile beherbergten außerdem das Direktorium der Bank.
Im Kernbau Behrenstraße 38–39 hatten weiterhin die Hauptkasse, das Börsenbüro, das Effektenbüro und das Sekretariat ihren Sitz. Außerdem saßen hier die Genossenschaftsabteilung und die Gewerkschaft Lippramsdorf. In der Französischen Straße 35–37 waren die Stahlkammer für die Privattresore, das Bankarchiv, die Wechselstube und die Depositenkasse untergebracht. Im benachbarten Gebäudetrakt 38–39 befand sich das Depot der Buchhaltung. Ladengeschäfte an der Markgrafenstraße 41 waren von einer Musikalien- sowie einer Papierhandlung angemietet.

## Kriegsschäden
Der Gebäudekomplex wurde im Zweiten Weltkrieg mehrmals von Fliegerbomben getroffen. Luftangriffe im November 1943, am 28./29. Januar 1944 und am 3. Februar 1945 führten zu schweren Schäden. Fast vollständig zerstört wurde der zum Gendarmenmarkt gewandte, südwestliche Gebäudetrakt. Erhalten blieb hingegen die Abfolge von Kassensälen im Kernbau von Heim. Auch das Innere des Bauteils der ehemaligen Pommerschen Hypotheken-Aktienbank blieb weitgehend intakt.
Nach der Verschärfung des Luftkrieges Ende 1943 verlagerte die Dresdner Bank Teile der Verwaltung der Berliner Zentrale in andere Städte. Die Hauptversammlungen des Unternehmens, die 1942 und 1943 erstmals in Berlin stattgefunden hatten, wurden eingestellt. Sitz des Vorstands blieb jedoch die Geschäftszentrale in der Reichshauptstadt.
In der zweiten Aprilhälfte 1945 kamen zahlreiche Kriegsflüchtlinge in der Hauptbank der Dresdner Bank unter. Während der Schlacht um Berlin nutzten auch deutsche Soldaten das Gebäude und bauten hier Flakstellungen auf. Der Komplex erlitt weitere Schäden durch Treffer sowjetischer Artillerie.

## Das Gebäude von 1945 bis 1990

### Enteignung und Nachkriegsnutzung
Der sowjetische Stadtkommandant Nikolai Bersarin ordnete bereits Ende April 1945 das Einstellen aller bankwirtschaftlichen Tätigkeiten in Berlin an. Der Zahlungsverkehr durfte nur noch über das Berliner Stadtkontor, eine von der Besatzungsmacht kontrollierte Stadtbank, abgewickelt werden – eine Maßnahme, die später von den Westalliierten gebilligt wurde. Die Tresore in der Geschäftszentrale der Dresdner Bank wurden im Mai gewaltsam geöffnet, die dort gelagerten Bargeldbestände sowie Verwahrstücke in den rund 4000 Tresorschränken der Privatkunden beschlagnahmt beziehungsweise geplündert. Erhebliche Bestände an Akten wie auch an Wertpapieren, die im Haupttresor verblieben, wurden erst 1953 aus dem Gebäude abtransportiert.

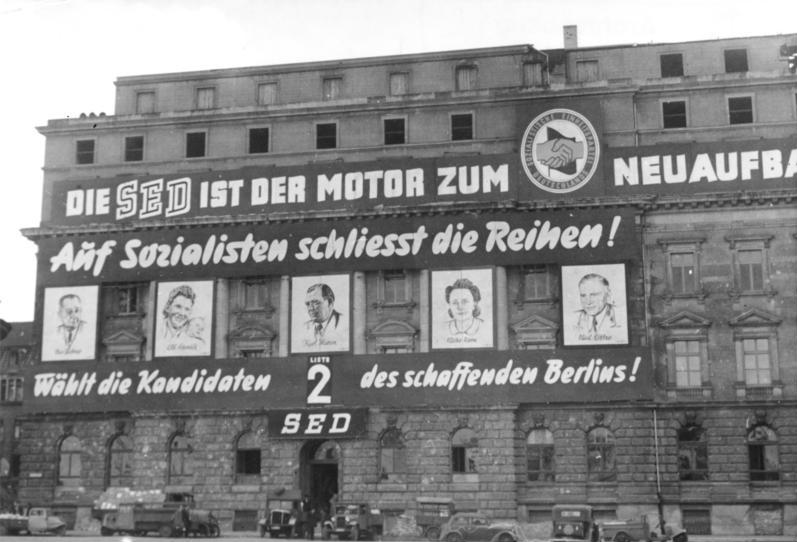
Das Gebäude als Sitz der SED-Bezirksleitung mit Wahlwerbung für die ersten Wahlen zur Stadtverordnetenversammlung von Groß-Berlin (Oktober 1946)

Bankmitarbeiter bemühten sich ab Mai 1945, die gröbsten Schäden im Gebäude zu beseitigen, um dieses wieder benutzbar zu machen. Am 2. Juli 1945 erging jedoch eine Weisung der Sowjetischen Militäradministration an die Dresdner Bank, ihre Geschäftszentrale sofort zu räumen. Das Gebäude mitsamt Einrichtung übereignete man der Sozialdemokratischen Partei, deren Berliner Zentralausschuss unter Vorsitz von Otto Grotewohl in der Folge hier residierte. Der gesamte Besitz der Dresdner Bank in der Sowjetischen Besatzungszone wurde im Mai 1949 enteignet.
Im April 1946 wurden in den Konferenzräumen der ehemaligen Geschäftszentrale der Dresdner Bank die Verträge über die Zwangsvereinigung von SPD und KPD zur SED unterzeichnet. Der Komplex beherbergte in den folgenden Jahren die Bezirksleitung der SED. Nach Wiederherstellung übernahm 1953 die Deutsche Notenbank (seit 1968 Staatsbank der DDR) das Gebäude und nutzte es bis 1990 unter anderem als Hauptfiliale des Berliner Stadtkontors.

### Umbau durch Richard Paulick

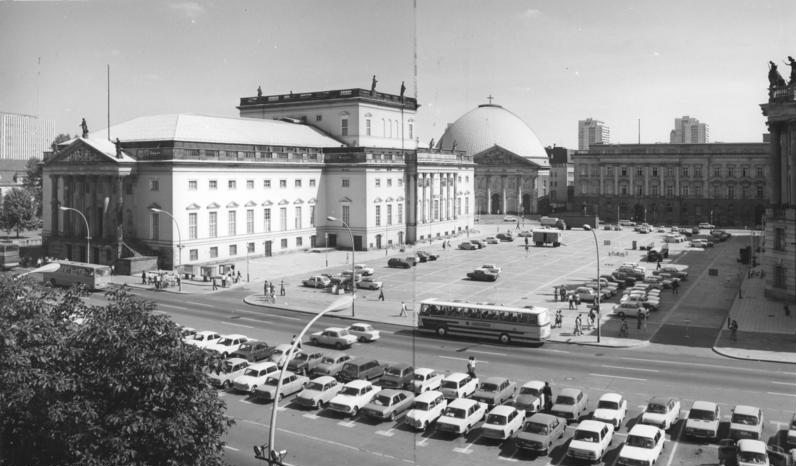
Der Bebelplatz in der von Paulick geschaffenen Fassung im Jahr 1979; im Hintergrund rechts das Gebäude der Dresdner Bank als Sitz der Staatsbank der DDR

Im Jahr 1952 wurde der Gebäudekomplex im Zuge der von der DDR-Regierung priorisierten Rekonstruktion der Bauten am ehemaligen Forum Fridericianum wiederhergestellt. Verantwortlicher Architekt war Richard Paulick, der gleichzeitig den Wiederaufbau der stark zerstörten Staatsoper leitete. Paulick bemühte sich vor allem um eine Wiederherstellung der früheren Größenverhältnisse am nunmehrigen Bebelplatz. Dafür wurde die Aufstockung des Gebäudes der Dresdner Bank zurückgenommen. An der Hauptfassade an der Behrenstraße 36–39 verblieb von ihr nur ein Halbgeschoss, das von der Attika verdeckt wird.
An den Gebäudetrakten der ehemaligen Pommerschen Hypotheken-Aktienbank und an der Französischen Straße bewahrte Paulick hingegen größere Teile der Hoffmannschen Aufbauten. Den zerstörten südwestlichen Gebäudeteil riss man bis auf das Sockelgeschoss ab. Die verbliebenen neun von einst zwanzig Achsen der Obergeschosse an der Französischen Straße begrenzte Paulick links mit einem neuen Eckpilaster.

## Das Gebäude seit 1990

### Jahrelanger Leerstand
Nach der deutschen Wiedervereinigung 1990 stand der Gebäudekomplex am Bebelplatz für mehr als ein Jahrzehnt in weiten Teilen leer. Die 1957 in Westdeutschland wiedergegründete Dresdner Bank AG bemühte sich vergeblich um einen Rückerwerb der ehemaligen Geschäftszentrale. Das Unternehmen eröffnete 1997 mit dem Eugen-Gutmann-Haus eine neue Hauptstadtresidenz am Pariser Platz.
Regisseur Tom Tykwer nutzte das Gebäude 1998 als Kulisse für seinen Film Lola rennt. Die von Franka Potente gespielte Titelfigur sucht hier im Verlauf des Films mehrmals eine Bank auf, in der ihr Vater arbeitet.

### Umbau zum Büro- und Hotelkomplex
Die Berliner Oberfinanzdirektion verkaufte den Gebäudekomplex 2003 für geschätzte 30 Millionen Euro an die Hochtief AG. Das Bauunternehmen hatte sich zu einer Entwicklung des 7070 m² umfassenden Areals verpflichtet, bei der auch die Ansprüche des Denkmalschutzes zu berücksichtigen waren. Die Kosten für die Entwicklung des nunmehr als OpernCarrée firmierenden Grundstückes veranschlagte das Unternehmen vor Projektbeginn mit 150 Millionen Euro. Der Umbau beziehungsweise Neubau des Komplexes mit einer Bruttogeschossfläche von 41.300 m² fand in den Jahren 2003 bis 2006 statt.
Im Zuge der Projektentwicklung unterteilte Hochtief den Komplex in vier eigenständige Bauglieder:

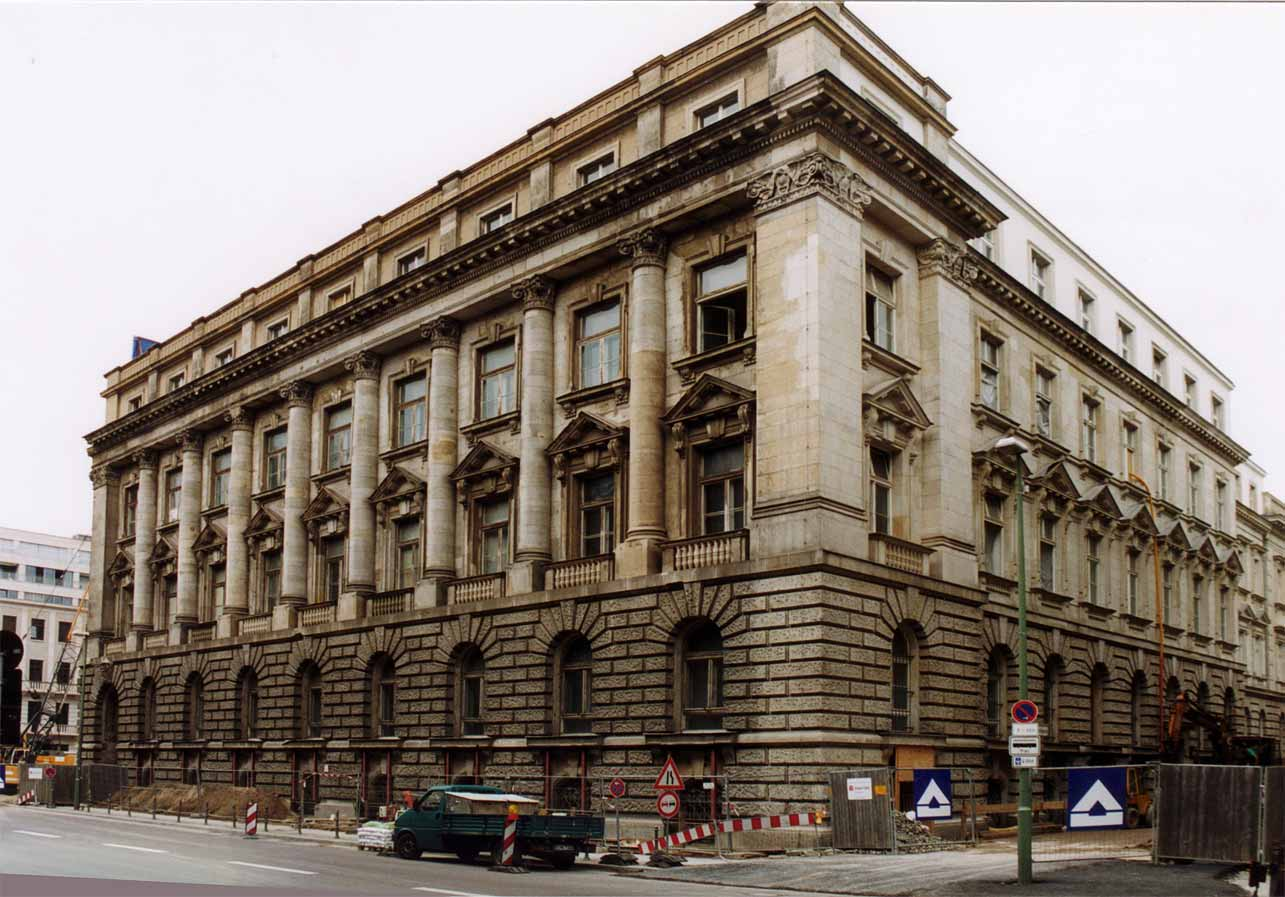
Der rückwärtige Gebäudetrakt während des Umbaus zum Hotel de Rome; das linke Sockelgeschoss an der Ecke zum Gendarmenmarkt ist bereits abgerissen, 2004

#### Hotel de Rome
Noch vor Beginn des Umbaus erwarb die Commerz Grundbesitz Investmentgesellschaft, ein Tochterunternehmen der Commerzbank, den östlichen Bauteil. Er umfasst den Kernbau, den vollständig erhaltenen Teil des Gebäudetrakts an der Französischen Straße und die Zwischenglieder an der Hedwigskirchgasse. Der neue Eigentümer vermietete das Grundstück für 20 Jahre an das Unternehmen Rocco Forte & Family PLC, das unter der Bezeichnung The Rocco Forte Collection eine Reihe von Hotels der gehobenen Preisklasse in europäischen und arabischen Ländern betreibt. Hier entstand das luxuriöse Rocco Forte Hotel de Rome, das im Oktober 2006 eröffnet wurde. Der Name des Hotels erinnert an das Grand Hotel de Rome, das bis 1910 rund 400 Meter entfernt stand.

#### BehrenPalais
Dieser Gebäudeteil umfasst das achtachsige Zwischenglied an der Behrenstraße 36–37. Anfang 2006 erwarb die Hamburger Privatbank M.M.Warburg & CO das zum Bürohaus umgebaute Gebäude. Sie richtete hier ihre Hauptstadtresidenz ein. Außerdem dient das Haus als Standort des Tochterunternehmens Bankhaus Löbbecke, einer traditionsreichen Privatbank mit Hauptsitz in Berlin. In der Deutschen Demokratischen Republik war in dem Gebäude die Staatsbank der DDR.

#### MarkgrafenPalais
Der Gebäudeteil Behrenstraße 35 und Markgrafenstraße 43–44 entspricht dem ehemaligen Bau der Pommerschen Hypotheken-Aktienbank und der Immobilien-Verkehrsbank. Er wurde ebenfalls zu einem Bürohaus umgebaut. Neuer Eigentümer ist der Verband der Automobilindustrie, dessen Geschäftsstelle im März 2010 vollständig von Frankfurt am Main nach Berlin umgezogen ist.

#### GendarmenPalais

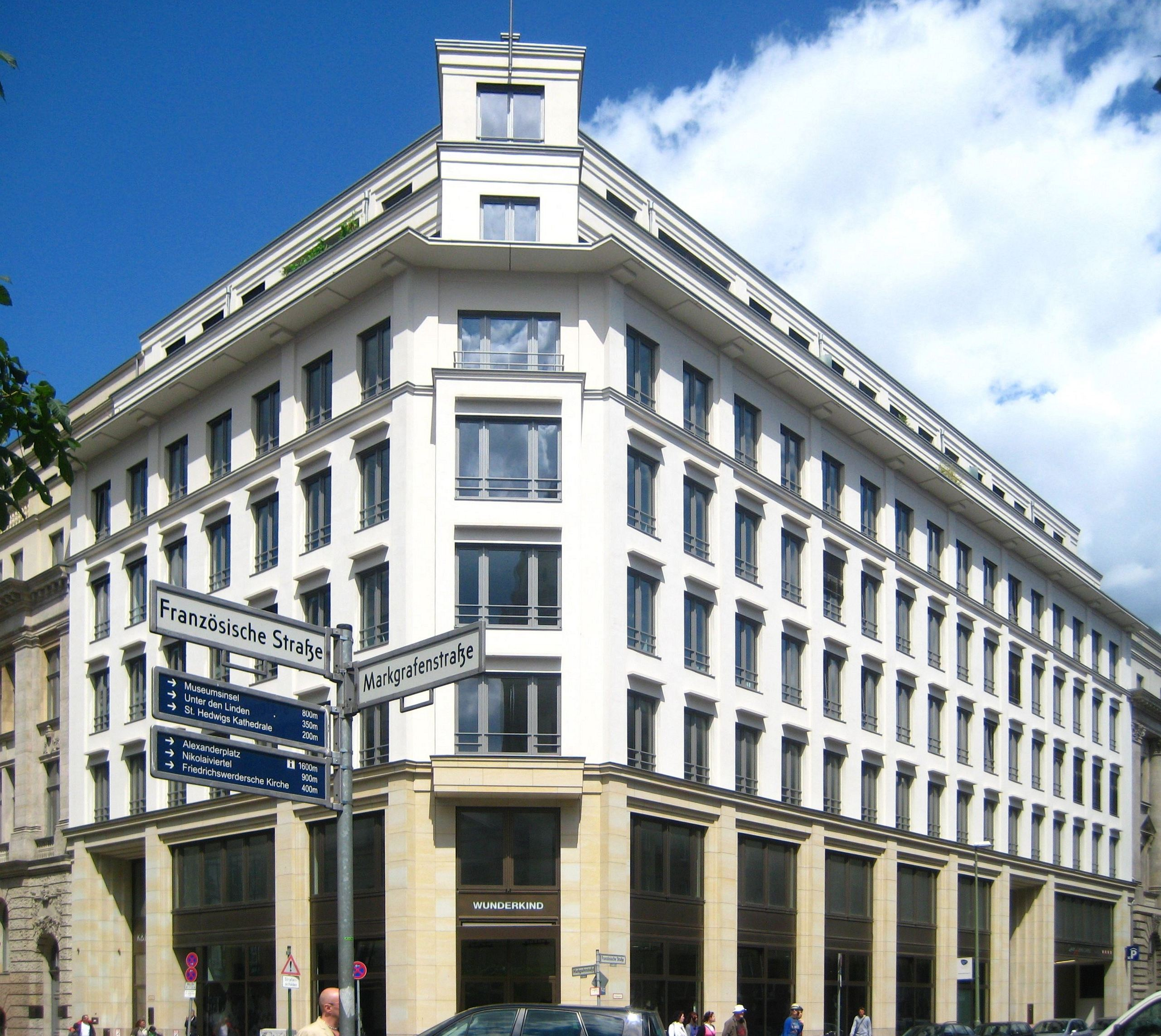
Das GendarmenPalais

An der südwestlichen, zum Gendarmenmarkt hin gelegenen Ecke des Areals entstand an Markgrafenstraße 42 und Französischer Straße 37–39 ein neues, baulich an die Umgebung angepasstes Geschäfts-, Büro- und Wohnhaus. Dafür wurde das verbliebene Sockelgeschoss des im Zweiten Weltkrieg zerstörten Trakts der Geschäftsstelle abgerissen. In dem Neubau steht eine Gesamtmietfläche von 7000 m² zur Verfügung. Davon entfallen 430 m² auf Ladenflächen, der Rest auf Büroflächen in den ersten vier Stockwerken sowie auf Mietwohnungen in den oberen Staffelgeschossen. Unter dem Haus liegt eine Tiefgarage mit 154 Stellplätzen, die über eine Einfahrt an der Französischen Straße erreicht werden kann. Die Einzelhandelsflächen des Gebäudes wurden 2006 komplett an die Firma Wunderkind des Modedesigners Wolfgang Joop vermietet, die hier einen Flagshipstore für ihr gleichnamiges Modelabel einrichtete.

### Erhaltung des Gebäudeinnern
Im Hotel de Rome sind beim Umbau zahlreiche bauliche Elemente konserviert worden, die aus der Zeit der Errichtung der Gebäudeteile stammen oder bei einem der späteren Umbauten entstanden. An einigen Stellen des Hotels bewahrte man überdies bewusst Schäden, die während des Zweiten Weltkriegs entstanden. Vereinzelte bauliche Veränderungen aus der DDR-Zeit wurden zurückgenommen, so Farbabdeckungen auf Granit- und Marmorsäulen, die aufgetragen worden waren, um den Prunk des Gebäudes abzumildern.
Der Kassensaal des Kernbaus dient heute als Ballsaal des Hotel de Rome. In ihm sind unter anderem die Sandsteinbrüstungen der ehemaligen Galerien und ein Terrazzofußboden erhalten geblieben. Mosaikeinlagen verweisen auf die vier wichtigsten zeitgenössischen Niederlassungen der Dresdner Bank in Berlin, Dresden, Bremen und London. Aus der Nachkriegszeit, als der Raum kurzzeitig als Kinosaal benutzt wurde, sind im Fußboden Schadstellen von ehemals dort verschraubten Sesseln verblieben. Die Bögen der Galerien sind heute vermauert, weil dahinter Gästezimmer angelegt wurden. Anstelle einer kriegszerstörten Wand befindet sich eine Akustikwand, die die technische Einrichtung des Raums verbirgt.
Im historischen Treppenhaus sind Marmorverkleidung und Parkettboden original erhalten. Das Stahlgeländer zeigt florale Ornamente, die Einflüsse des frühen Jugendstils erkennen lassen. Ein zweites, zweiläufiges Treppenhaus besitzt Granitstufen mit einem Sockelbereich aus hell glasierten Fliesen, letztere ebenfalls mit ornamentalen Mustern verziert. In den ersten beiden Obergeschossen finden sich in den Korridoren noch große Stuckfelder mit figürlichem Schmuck. In den ehemaligen Direktionsräumen am Bebelplatz, die als teuerste Suiten des Hotels vermietet werden, sind bauzeitliche Holzelemente bewahrt, so bei Wandverkleidungen, Türen und vereinzelt erhaltenen Kassettendecken. An den Wänden und hölzernen Verkleidungen dieser Räume sind zum Teil Kriegsbeschädigungen aufwendig konserviert worden, darunter Granatsplitter.
In der Eingangshalle an der Französischen Straße ist eine bauzeitliche Kassettendecke mit Verzierungen in Form von Tudorrosen zu sehen. Die Decke ist sehr gut erhalten, nur eine der Rosenverzierungen musste bei der Renovierung des Gebäudes ersetzt werden. Zwei der ehemaligen Tresoranlagen des Bankgebäudes im Untergeschoss integrierte man in den Spa-Bereich des Hotels: Der ehemalige Haupttresorraum in der Mitte des Kernbaus dient als Behandlungsraum, im früheren Tresorraum der Kundenschließfächer befindet sich das Hotelschwimmbad.